# Nina Hartley
Nina Hartley, född 11 mars 1959 i Berkeley i Kalifornien, är en amerikansk porrskådespelare och författare. Hon beskriver sig som "sexpositiv feminist". 

## Biografi

### Tidiga år
Nina började sin karriär som stripteasedansös. Hon debuterade som porrskådespelerska 1984 i filmen Educating Nina och har sedan dess medverkat i över 400 filmer. Hon är känd för sina lesbiska scener och analscener. Flera gånger har hon vunnit pris för porrvärldens läckraste rumpa. Hon har medverkat i många olika typer av filmer, från vanlig sex till BDSM och spanking.
Hartley har spelat med i filmen Boogie Nights, som baserades på porrfilmskådespelarens John Holmes liv. 2004 porträtterades hon av Timothy Greenfield-Sanders i hans bok XXX: 30 Porn-Star Portraits (ISBN 0-8212-7754-5) och film Thinking XXX.

### Åsikter och aktivism
Hartley ser sig själv som liberal och som en sex-positiv feminist. Hon har argumenterat för sexbranschens rätt att existera och ofta även blivit kallad till TV då de behövt en ledande person inom branschen som förespråkar dess existens.
Hon har exempelvis medverkat i The Oprah Winfrey Show tillsammans med porrstjärnan Ona Zee. De två fick då hårt motstånd från publiken som mestadels var kvinnlig, men vägrade båda att ta tillbaks sitt stöd för branschen.

### Privatliv
Hartley är öppet bisexuell och levde tillsammans med både en man och en kvinna, men skilde sig efter 20 år. Sedan 2003 är hon gift med porrfilmsregissören Ernest Greene.